# Haloquadratum walsbyi
Haloquadratum walsbyi é uma espécie de arquéia halofílica fototrófica, sendo atualmente a única do gênero Haloquadratum. É muito comum que tenha células em formato de quadrilhos perfeitos.
Estes microrganismos foram observados pela primeira vez em 1980 por um britânico, Prof. Anthony E. Walsby, a partir de amostras colhidas no Sabkha Gavish, em um lago salmoura na Península do Sinai no Egito, e que tenham sido formalmente descritas em 2007 por Burns et al. Eles são geralmente abundantes na maioria dos ambientes salgados, como lagos salgados e areia de maré. As tentativas para o cultivo em laboratório não tiveram sucesso até 2004.
As células são grandes em torno de 2 a 5 microns, mas muito finas com cerca de 150 nm e geralmente contêm grânulos de poli-hidroxialcanoatos, e um grande número de vacúolos refractáveis cheios com gás que garantem a flutuação em um meio aquoso e contribui provavelmente para posicionar as células para maximizar a recepção de luz. Eles podem se reunir em folhetos de até 40 μm de largura, mas as conexões entre as células são frágeis e podem ser facilmente quebradas.
Estes organismos podem ser encontrados em qualquer trecho de água muito salgada. Durante a evaporação da água do mar, carbonato de cálcio CaCO3 e sulfato de cálcio CaSO4 precipitam primeiro, levando a uma salmoura rica em cloreto de sódio NaCl. Se a evaporação continuar, o NaCl precipita-se como halita deixando uma salmoura rica em cloreto de magnésio MgCl2. Hqr. walsbyi prospera durante a fase final da precipitação de halita, antes de MgCl2 esterilizar a salmoura, e pode constituir 80% da biomassa deste meio.
O genoma do Hqr. walsbyi foi totalmente sequenciada, fornecendo acesso a uma melhor compreensão da classificação filogenética e taxonômica deste organismo, bem como seu papel no ecossistema. Uma comparação genómica de isolados espanhóis e australianos (estirpes HBSQ001 e C23T) sugere fortemente uma rápida dispersão a nível global, uma vez que são notavelmente semelhantes e mantiveram a ordem dos genes.
O fato do crescimento em laboratório que foi obtido em meio a concentrações muito elevadas de cloretos (mais do que 2 mol·L-1 de MgCl2 e, acima de três mol·L-1 de NaCl) classifica este organismo entre os mais halorresistentes conhecidos. Também deve ser notado que a temperatura ótima de crescimento é de 40°C.